# Ippolito de' Medici
Ippolito di Giuliano de' Medici (Urbino, marzo 1511 – Itri, 10 agosto 1535), unico figlio, per di più illegittimo, di Giuliano de' Medici, duca di Nemours, fu un cardinale e un arcivescovo italiano, che governò come "capo della città" di Firenze fino alla "terza cacciata dei Medici" nel 1527 e che partecipò alla spedizione dell'imperatore Carlo V d'Asburgo contro i Turchi del 1532.
Bello d'aspetto e ricco d'ingegno e di cultura, autore di rime, traduttore in versi sciolti del II libro dell'Eneide, che dedicò all'amica Giulia Gonzaga, irrequieto, ambizioso, circondato di poeti, di eruditi, di artisti, di musici, ma anche "de bravi et sbricchi", questo "diavolo matto" fu tra le più bizzarre figure della sua epoca.

## Biografia
Figlio illegittimo di Giuliano Duca di Nemours e una certa Pacifica Brandani, Ippolito de' Medici aveva cinque anni quando il padre morì prematuramente (1516). Fu allora accolto dai parenti in particolare dallo zio Papa Leone X e poi dal cardinale Giulio de' Medici, che lo avviò alla carriera ecclesiastica.
Candidato a succedere al potere in città insieme al cugino Alessandro de' Medici quando lo zio Giulio divenne papa Clemente VII (1523) sotto la tutela del cardinale Silvio Passerini, dato che entrambi erano appena dodicenni.
Quando i lanzichenecchi di Carlo V espugnarono Roma con il famoso Sacco, tutta la famiglia scappò dalla città nella cosiddetta "terza cacciata dei Medici". Quando Clemente VII ristabilì la pace con l'Imperatore, ebbe l'aiuto per riprendere la città di Firenze, con l'assedio del 1529-30, dopo il quale fu messo a capo della città il duca Alessandro de' Medici. Ippolito sperava di essere scelto lui al posto dell'odiato cugino Alessandro, suo rivale, mentre fu invece allontanato da Firenze, prima come arcivescovo di Avignone, finché papa Clemente VII come compensazione non lo creò cardinale nel 1529, appena diciottenne con il titolo di Santa Prassede (mutato il 3 luglio 1532 con quello di San Lorenzo in Damaso) e creandolo vescovo di Avignone. Fino alla nomina del cardinale Alessandro Farnese il Giovane, creato da Paolo III, è stato il porporato italiano più giovane.
Fu cardinale legato in Umbria (dal 1529), amministratore delle diocesi di Monreale, Casale e Lecce.
Nel giugno 1532 il papa lo nominò vice-cancelliere e lo inviò come nunzio presso l'imperatore Carlo V, con destinazione Ratisbona.
Appassionato più di guerra che di religione, prese parte attiva alla difesa di Vienna dagli assalti dell'esercito ottomano: nel celebre ritratto che ne fece Tiziano è ritratto con la veste guerresca all'ungherese piuttosto che con la porpora cardinalizia.
Rientrò a Roma già nel febbraio del 1533. Esuberante, irrequieto e ambizioso, Ippolito era bello d'aspetto e ricco d'ingegno e di cultura; nella sua residenza romana di Campo Marzio si circondò di poeti, eruditi, artisti, musici, ma anche "de bravi et sbricchi"; fu lui stesso autore di testi poetici e tradusse in versi sciolti il II libro dell'Eneide, che dedicò all'amica Giulia Gonzaga, dei principi di Sabbioneta.
Nel 1535 fu inviato dai fiorentini come ambasciatore dall'imperatore Carlo V, per denunciare i gravi abusi perpetrati dal duca Alessandro, ma durante il viaggio si ammalò e morì appena ventiquattrenne, pare per avvelenamento perpetrato dal suo siniscalco Giovanni Andrea de’ Franceschi originario di Borgo San Sepolcro, che subì anche un processo. Pare che il misfatto fosse stato ordito da Alessandro, con la complicità del papa. Fu sepolto nella chiesa di San Lorenzo in Damaso a Roma.
Il suo pregevole ritratto di Tiziano è conservato alla Galleria palatina di Palazzo Pitti a Firenze.

## Discendenza
Da Giulia Gonzaga di Sabbioneta, da poco vedova di Vespasiano Colonna, conte di Fondi, ebbe un figlio illegittimo:
- Asdrubale (... – 1565),[6] che fu cavaliere dell'Ordine di Malta e che morì all'assedio del Forte San Michele, nell'isola di Malta, il 13 luglio 1565.

## Ascendenza
|                                      |   |                      | Genitori                   |  |  | Nonni |  |  | Bisnonni         |  |  | Trisnonni         |  |
|                                      |   |                      |                            |  |  |       |  |  | Piero de' Medici |  |  | Cosimo de' Medici |  |
|                                      |   |                      |                            |  |  |       |  |  | Piero de' Medici |  |  | Cosimo de' Medici |  |
|                                      |   | Contessina de' Bardi |                            |  |  |       |  |  | Piero de' Medici |  |  |                   |  |
| Lorenzo de' Medici                   |   |                      |                            |  |  |       |  |  | Piero de' Medici |  |  |                   |  |
|                                      |   | Lucrezia Tornabuoni  | Francesco Tornabuoni       |  |  |       |  |  |                  |  |  |                   |  |
|                                      |   | Lucrezia Tornabuoni  | Francesco Tornabuoni       |  |  |       |  |  |                  |  |  |                   |  |
|                                      |   | Lucrezia Tornabuoni  | Selvaggia degli Alessandri |  |  |       |  |  |                  |  |  |                   |  |
| Giuliano de' Medici, duca di Nemours |   | Lucrezia Tornabuoni  |                            |  |  |       |  |  |                  |  |  |                   |  |
|                                      |   | Jacopo Orsini        | Orso Orsini                |  |  |       |  |  |                  |  |  |                   |  |
|                                      |   | Jacopo Orsini        | Orso Orsini                |  |  |       |  |  |                  |  |  |                   |  |
|                                      |   | Jacopo Orsini        | Lucrezia Conti             |  |  |       |  |  |                  |  |  |                   |  |
| Clarice Orsini                       |   | Jacopo Orsini        |                            |  |  |       |  |  |                  |  |  |                   |  |
|                                      |   | Maddalena Orsini     | Carlo Orsini               |  |  |       |  |  |                  |  |  |                   |  |
|                                      |   | Maddalena Orsini     | Carlo Orsini               |  |  |       |  |  |                  |  |  |                   |  |
|                                      |   | Maddalena Orsini     | Paola Orsini               |  |  |       |  |  |                  |  |  |                   |  |
| Ippolito de' Medici                  |   | Maddalena Orsini     |                            |  |  |       |  |  |                  |  |  |                   |  |
|                                      | … | …                    |                            |  |  |       |  |  |                  |  |  |                   |  |
|                                      | … | …                    |                            |  |  |       |  |  |                  |  |  |                   |  |
|                                      | … | …                    |                            |  |  |       |  |  |                  |  |  |                   |  |
| Giovanni Antonio Brandani            | … |                      |                            |  |  |       |  |  |                  |  |  |                   |  |
|                                      |   | …                    | …                          |  |  |       |  |  |                  |  |  |                   |  |
|                                      |   | …                    | …                          |  |  |       |  |  |                  |  |  |                   |  |
|                                      |   | …                    | …                          |  |  |       |  |  |                  |  |  |                   |  |
| Pacifica Brandani                    |   | …                    |                            |  |  |       |  |  |                  |  |  |                   |  |
|                                      |   | …                    | …                          |  |  |       |  |  |                  |  |  |                   |  |
|                                      |   | …                    | …                          |  |  |       |  |  |                  |  |  |                   |  |
|                                      |   | …                    | …                          |  |  |       |  |  |                  |  |  |                   |  |
| …                                    |   | …                    |                            |  |  |       |  |  |                  |  |  |                   |  |
|                                      |   | …                    | …                          |  |  |       |  |  |                  |  |  |                   |  |
|                                      |   | …                    | …                          |  |  |       |  |  |                  |  |  |                   |  |
|                                      |   | …                    | …                          |  |  |       |  |  |                  |  |  |                   |  |
|                                      |   | …                    |                            |  |  |       |  |  |                  |  |  |                   |  |